# Sjukhusholmen
Sjukhusholmen (finska: Sairaalasaari) är en ö i Finland.   Den ligger i kommunen Pyttis i  landskapet Kymmenedalen, i den södra delen av landet, 90 km öster om huvudstaden Helsingfors.